# جولیو دی استفانو
جولیو دی استفانو (انگلیسی: Giulio De Stefano؛ زادهٔ ۶ مهٔ ۱۹۲۹) ورزشکار اهل ایتالیا است.
وی در مسابقات کشوری و بین‌المللی در مجموع برندهٔ ۱ مدال برنز شده‌است.